# Sildenafil
Sildenafil je učinkovina iz skupine zaviralcev fosfodiesteraze tipa 5, ki se uporablja za zdravljenje erektilne disfunkcije ter pljučne arterijske hipertenzije.
Za uporabo pri erektilni disfunkciji se uporabljajo odmerki od 25 do 100 mg  približno eno uro pred spolno dejavnostjo; na tržišču je pod različnimi tržnimi imeni (Viagra, Tornetis, Vizarsin, Sildeafil Actavis, Sildenafil Teva ...). Pri pljučni arterijski hipertenziji, ki spada med redke bolezni, se zdravilo uporablja v odmerkih 20 mg trikrat na dan. Za to indikacijo je na tržišču zdravilo Revatio, ki ima status zdravila sirote.
Pogosti neželeni učinki pri uporabi sildenafila so na primer glavobol, zgaga in zardelost. Redek, a nevaren neželeni učinek je priapizem (dolgotrajna in boleča erekcija), ki lahko povzroči poškodbe tkiva v penisu in nenadno oglušelost. Zdravila ne smejo prejemati ljudje, ki uporabljajo organske nitrate (na primer nitroglicerin), saj lahko sočasna uporaba povzroči tudi življenjsko ogrožajoč padec krvnega tlaka.
Učinkovino je odkrila skupina raziskovalcev pri podjetju Pfizer (Andrew Bell, David Brown in Nicholas Terrett). Leta 1998 ga je na trg uvedlo ameriško farmacevtsko podjetje Pfizer pod zaščitenim imenom Viagra®. 
Sildenafil je bil prvi specifični zaviralec fosfodiesteraze tipa 5 na tržišču, sledili so vardenafil, tadalafil, avanafil, mirodenafil in udenafil; slednja dva v Sloveniji nista na tržišču. Na voljo so tablete s 25, 50 in 100 mg učinkovine. Od leta 2005 je v Evropi sildenafil odobren tudi za zdravljenje pljučne arterijske hipertenzije.

## Mehanizem delovanja
Ob spolni stimulaciji se iz žilnega endotelija v brecilnem (erektilnem) tkivu sprošča dušikov oksid (NO), ki difundira v gladke mišice žilja ter tam aktivira gvanilatno ciklazo (GC). Sledi zvečano nastajanje cikličnega gvanozin-monofosfata (cGMP) in posledično aktivacija proteinske kinaze G. Končni učinek je dilatacija gladkih mišičnih celic žilja v kavernoznih telesih. Sildenafil kot zaviralec PDE5 zavira encim PDE5, s čimer prepreči razgradnjo cGMP in tako potencira vazodilatacijski učinek dušikovega oksida. Zaradi svojega mehanizma delovanja povzroči erekcijo le ob spolni stimulaciji.
Gvanilat ciklaza je encim, ki se ne nahaja le v gladkih mišičnih celicah žilja penisa, temveč tudi v pljučnem žilju, in torej zvišuje raven cGMP v gladkih mišičnih celicah pljučnega ožilja, s čimer povzroči njihovo sprostitev. Pri bolnikih s pljučno arterijsko hipertenzijo lahko to povzroči vazodilatacijo v povirju pljučnih žil, v manjši meri pa tudi vazodilatacijo v sistemskem obtoku. Tudi v arterijah pljučnega obtoka lahko potenciaramo učinek vazodilatacije s sindenafilom, ki ponovno deluje kot inhibitor encima PDE5, slednji bi namreč razgradil cGMP in povzročil konstrikcijo arterij.